# Justin Long
Justin Jacob Long (født 2. juni 1978 i Fairfield, Connecticut i USA) er en amerikansk skuespiller, bedst kendt for at medvirke i film som bl.a. Waiting..., Accepted, Dodgeball, Die Hard 4.0 og Ed. Han er også kendt for rollen som den menneskelige udgave af en Macintosh computer i Apple's 2006/2008 "Get a Mac"-reklamekampagner. Han ses ofte i roller, der er væsentligt yngre end hans alder som f.eks. den 18-årige Bartleby i Accepted).

## Privatliv
Justin danner for tiden par med skuespillerinden Drew Barrymore. Af tidligere romantiske forhold har han været forbundet med Kaitlin Doubleday, hans skuespillerkollega i Waiting...

## Filmografi
| År   | Titel                                 | Rolle           | Noter            |
| ---- | ------------------------------------- | --------------- | ---------------- |
| 1999 | Galaxy Quest                          | Brandon         |                  |
| 2001 | Jeepers Creepers                      | Darry Jenner    |                  |
| 2001 | Happy Campers                         | Donald          |                  |
| 2002 | Crossroads                            | Henry           |                  |
| 2003 | Jeepers Creepers II                   | Darry Jenner    |                  |
| 2004 | Wake Up, Ron Burgundy: The Lost Movie | Chris Harken    |                  |
| 2004 | Dodgeball: A True Underdog Story      | Justin          |                  |
| 2004 | Hair High                             | Dwayne          | Stemme           |
| 2004 | Raising Genius                        | Hal Nestor      |                  |
| 2005 | Herbie for fuld udblæsning!           | Kevin           |                  |
| 2005 | Waiting...                            | Dean            |                  |
| 2005 | Robin's Big Date                      | Robin           |                  |
| 2006 | Idiocracy                             | Dr. Lexus       |                  |
| 2006 | Apple Inc. "Get a Mac"                | Macintosh       | Fjernsynsreklame |
| 2006 | Accepted                              | Bartleby Gaines |                  |
| 2006 | Dreamland                             | Mookie          |                  |
| 2006 | The Break-Up                          | Christopher     |                  |
| 2007 | Patriotville                          | Chase Revere    |                  |
| 2007 | Die Hard 4.0                          | Matthew Farrell |                  |
| 2007 | One Part Sugar                        | Spoonie         |                  |
| 2007 | The Sasquatch Dumpling Gang           | Zerk Wilder     |                  |
| 2007 | Strange Wilderness                    | Junior          | Stemme           |
| 2007 | Alvin og de frække jordegern          | Alvin           | Stemme           |
| 2008 | Terra                                 |                 | Stemme           |
| 2008 | The Tale of Despereaux                | Despereaux      | Stemme           |
| 2009 | Han er bare ikke vild med dig         | Alex            |                  |
| 2009 | Planet 51                             | Lem             | Stemme           |
| 2009 | Alvin og de frække jordegern 2        | Alvin           | Stemme           |
| 2010 | Youth in Revolt                       | Paul Saunders   |                  |
| 2010 | Going the Distance                    | Garrett         |                  |
| 2010 | Alpha and Omega                       | Humphrey        | Stemme           |
| 2011 | The Conspirator                       | Nicholas Baker  |                  |
| 2011 | Ten Year                              | Luke Burn       |                  |
| 2011 | Alvin og de frække jordegern 3        | Alvin           | Stemme           |

## Fodnoter
1. ↑  "Couples Watch: Drew Barrymore & Justin Long". Arkiveret fra originalen 2. juni 2008. Hentet 27. juni 2008.